# Rike Eckermann
Rike Eckermann (* 21. Juli 1964 in Berlin-Prenzlauer Berg) ist eine deutsche Schauspielerin und Regisseurin.

## Leben
Eckermann, die Tochter des Regisseurs und Schauspielers Martin Eckermann (1930–2005), studierte Schauspiel von 1984 bis 1988 an der Hochschule für Schauspielkunst „Ernst Busch“ Berlin. 
In ihren Engagements als Schauspielerin am Gerhart Hauptmann Theater Zittau, Theater Stralsund, Theater Gera, Thalia Theater Halle, Theater der Stadt Bremen, Hans-Otto-Theater Potsdam und an der Volksbühne Berlin, arbeitete sie mit den Regisseuren Andreas Kriegenburg, Reinhardt Hellmann, Horst Lebinsky, Maik Hamburger, Annette Klare, Burkhart Seidemann, Peter Staatsmann, Christina Emig-Könning, Uwe Schmieder, Sebastian Klink und Martin Eckermann zusammen. Eine ihrer schönsten Rollen war die Pippi Langstrumpf unter der Regie von Peter Lange, die sie 750 Mal in Berlin und Halle spielte.
Seit 1993 war Eckermann bis zur Schließung 2006, mit Unterbrechungen durch Arbeiten bei Film und Fernsehen, am Hackeschen Hof-Theater Berlin, dem ehemaligen Pantomimenensemble des Deutschen Theaters als Schauspielerin und Regisseurin beschäftigt. Hier spielte sie beispielsweise die Carol in Orleanna unter der Regie ihres Vaters Martin Eckermann, und Marie in Marie Woyzeck und führte bei Die Insel von Athol Fugard, Tropfen auf heiße Steine von Rainer Werner Fassbinder, Die Räuber und Don Carlos von Friedrich Schiller Regie.
2005 absolvierte Eckermann bei Bernd Böhlich ein Filmregiepraktikum während der Dreharbeiten der Polizeiruf-110-Folge Dettmanns weite Welt. Im Jahr darauf war sie als seine Regieassistentin bei dem Kinofilm Du bist nicht allein tätig. Sie war auch im Berliner Jubiläums-Tatort Mauerpark unter der Regie von Heiko Schier zu sehen. In dem Film Das Ende der Geduld über die Berliner Anwältin Kirsten Heisig spielte sie mit Martina Gedeck unter der Regie von Christian Wagner.

## Filmografie (Auswahl)

### Kino
- 1991: Der Hut
- 1993: Adamski
- 2007: Du bist nicht allein
- 2009: Von unten (Kurzfilm)
- 2009: Vermisst (Kurzfilm)
- 2010: Ein halber Tag im Leben eines Eichbeamten (Kurzfilm)
- 2010: Wunschkinder (Kurzfilm)
- 2010: Große Schwester
- 2013: Westen
- 2013: Lost Place
- 2014:	Das Ende der Geduld
- 2015: Wanja
- 2021: Nebenan

### Fernsehen
- 1974: Inselsommer
- 1986: Merkwürdiges Beispiel einer weiblichen Rache
- 1987: Der Geisterseher
- 1990: Aerolina
- 1994: Das schafft die nie
- 2000: HeliCops (Fernsehserie, Folge Verschwundene Kinder)
- 2002: Messerscharf
- 2004: Im Namen des Gesetzes
- 2005: Polizeiruf 110 – Vergewaltigt (Fernsehreihe)
- 2006: Polizeiruf 110 – Kleine Frau
- 2006: Arme Millionäre (Fernsehserie)
- 2006: Die Cleveren (Fernsehserie, Folge Auf der Flucht)
- 2008: KDD – Kriminaldauerdienst (Fernsehreihe)
- 2011: Tatort – Mauerpark (Fernsehreihe)
- 2014, 2017: SOKO Wismar (Fernsehserie, verschiedene Rollen, 2 Folgen)
- 2015: Der Kriminalist (Fernsehserie, Folge Die Liebeslehrerin)
- 2015: Geschichte Mitteldeutschlands – Mechthild von Magdeburg
- 2015: Josephine Klick – Allein unter Cops (Fernsehserie, Folge Görlitzer Park)
- 2016: Das Geheimnis der Hebamme
- 2016: Sanft schläft der Tod (Fernsehfilm)
- 2016: SOKO Leipzig (Fernsehserie, Folge Vermisstes Kind)
- 2016: Spreewaldkrimi – Spiel mit dem Tod (Fernsehreihe)
- 2017: Alarm für Cobra 11 – Die Autobahnpolizei (Fernsehserie, Folge FKK-Alarm für Semir)
- 2017: Letzte Spur Berlin (Fernsehserie, Folge Atemlos)
- 2019: Wir wären andere Menschen
- 2020: Auf dünnem Eis (Fernsehfilm)
- 2020: Ein starkes Team: Abgetaucht (Fernsehreihe)
- 2020: Polizeiruf 110 – Der Tag wird kommen
- 2020: Hausen (Fernsehserie)
- 2021: Tatort: Wie alle anderen auch (Fernsehreihe)
- 2021: Die Eifelpraxis: Familiengeheimnisse (Fernsehreihe)
- 2021: Die Heimsuchung (Fernsehfilm)
- 2022: Nord bei Nordwest – Der Andy von nebenan
- 2023: Unter anderen Umständen: Dämonen
- 2023: Die Heiland – Wir sind Anwalt: Der Egoist, Die letzte Chance (Fernsehserie)
- 2024: Sterben für Beginner (Fernsehfilm)
- 2025: Rosenthal